# Le Thème
Pour les articles homonymes, voir Thème.
Pour plus de détails, voir Fiche technique et Distribution.
Le Thème (Тема, Tema) est un film soviétique réalisé par Gleb Panfilov, sorti en 1979.

## Synopsis
Un auteur de théâtre connu traverse une grave crise existentielle. Il va tenter de se ressourcer dans un village russe traditionnel (Souzdal)

## Fiche technique
- Titre : Le Thème
- Titre original : Тема (Tema)
- Réalisation : Gleb Panfilov
- Scénario : Aleksandr Chervinsky et Gleb Panfilov d'après les poèmes et le journal d'Aleksandr Baldenkov (1872-1928), un artiste peintre russe.
- Musique : Vadim Bibergan
- Photographie : Leonid Kalachnikov
- Montage : Polina Skatchkova
- Pays d'origine : URSS
- Format : Couleurs - Mono
- Genre : Comédie dramatique, romance
- Durée : 99 minutes
- Date de sortie : 1979

## Distribution
- Mikhaïl Oulianov : Kim Yesenine, écrivain
- Inna Tchourikova : Sacha Nikolaeva, guide du musée
- Stanislav Lyubshin : Fossoyeur, dissident
- Yevgeni Vesnik : Igor Paschine
- Evguenia Netchaïeva : Maria Alexandrovna
- Sergueï Nikonenko : Sinitsyne
- Natalia Selezniova : Svetlana, professeure

## Distinctions
- Ours d'or et prix FIPRESCI au Festival international du film de Berlin 1987